# バレーボール実業団リーグの成績一覧
バレーボール実業団リーグの成績一覧（バレーボールじつぎょうだんリーグのせいせきいちらん）は、1969年度から1997年度まで開催されていた日本のバレーボール2部リーグに相当する全国実業団バレーボールリーグの成績一覧である。

## 男子

### チーム順位
| 回     | 年度 | 1位                       | 2位                            | 3位                            | 4位                            | 5位                            | 6位                            | 7位                            | 8位          |
| ------ | ---- | ------------------------- | ------------------------------ | ------------------------------ | ------------------------------ | ------------------------------ | ------------------------------ | ------------------------------ | ------------ |
| 第1回  | 1969 | 旭化成旭陽会              | 富士フイルム                   | 東レ九鱗会                     | シチズン時計                   | 日本ビクター                   | 帝人三原                       | -                              | -            |
| 第2回  | 1970 | 住友金属                  | 住友軽金属                     | シチズン時計                   | 東レ九鱗会                     | 帝人三原                       | 日本ビクター                   | -                              | -            |
| 第3回  | 1971 | 東レ九鱗会                | 住友金属                       | 新日本製鐵                     | 帝人三原                       | シチズン時計                   | 日本ビクター                   | -                              | -            |
| 第4回  | 1972 | 新日本製鐵                | 東レ九鱗会                     | 住友金属                       | シチズン時計                   | 神戸製鋼                       | 帝人三原                       | -                              | -            |
| 第5回  | 1973 | 住友軽金属                | 住友金属                       | 東レ九鱗会                     | 帝人三原                       | シチズン時計                   | 神戸製鋼                       | -                              | -            |
| 第6回  | 1974 | 東レ九鱗会                | サントリー                     | 帝人三原                       | シチズン時計                   | 住友金属                       | 旭化成旭陽会                   | -                              | -            |
| 第7回  | 1975 | 旭化成旭陽会              | 住友軽金属                     | 住友金属                       | 松下電器                       | 帝人三原                       | シチズン時計                   | -                              | -            |
| 第8回  | 1976 | 松下電器                  | 住友金属                       | 旭化成旭陽会                   | 住友軽金属                     | 神戸製鋼                       | 帝人三原                       | -                              | -            |
| 第9回  | 1977 | サントリー                | 住友金属                       | 神戸製鋼                       | 帝人三原                       | 住友軽金属                     | 旭化成旭陽会                   | -                              | -            |
| 第10回 | 1978 | サントリー                | 住友金属                       | 神戸製鋼                       | 住友軽金属                     | 旭化成旭陽会                   | 帝人三原                       | -                              | -            |
| 第11回 | 1979 | 神戸製鋼                  | 住友金属                       | 住友軽金属                     | 帝人三原                       | 東レ九鱗会                     | 旭化成旭陽会                   | -                              | -            |
| 第12回 | 1980 | 住友軽金属                | 帝人三原                       | 日本電気                       | 東レ九鱗会                     | 旭化成旭陽会                   | 電電東海                       | -                              | -            |
| 第13回 | 1981 | 神戸製鋼                  | 日本電気                       | 帝人三原                       | 東レ九鱗会                     | 新日本電気                     | 旭化成旭陽会                   | -                              | -            |
| 第14回 | 1982 | 住友金属                  | 東レ九鱗会                     | 新日本電気                     | 大協石油                       | 帝人三原                       | 旭化成旭陽会                   | -                              | -            |
| 第15回 | 1983 | 日本電気                  | 東レ九鱗会                     | 旭化成旭陽会                   | 帝人三原                       | 日本電気ホームエレクトロニクス | 大協石油                       | 日立国分                       | 電電東海     |
| 第16回 | 1984 | 神戸製鋼                  | 東レ九鱗会                     | 日本電気ホームエレクトロニクス | コスモ石油                     | 帝人三原                       | 日立国分                       | 朝日生命                       | 旭化成旭陽会 |
| 第17回 | 1985 | 住友金属                  | コスモ石油                     | 日本電気ホームエレクトロニクス | 東レ九鱗会                     | 帝人                           | NTT東海                        | 朝日生命                       | 日立国分     |
| 第18回 | 1986 | 神戸製鋼                  | 日本電気ホームエレクトロニクス | 東レ九鱗会                     | コスモ石油                     | 帝人                           | 象印マホービン                 | NTT東海                        | 旭化成       |
| 第19回 | 1987 | 東レ九鱗会                | 松下電器                       | 象印マホービン                 | 日本電気ホームエレクトロニクス | NTT東海                        | 旭化成                         | コスモ石油                     | 日立国分     |
| 第20回 | 1988 | 松下電器                  | 象印マホービン                 | 旭化成                         | NTT東海                        | 住友金属                       | コスモ石油                     | 日本電気ホームエレクトロニクス | NTT東北      |
| 第21回 | 1989 | 象印マホービン            | 旭化成                         | 神戸製鋼                       | NTT東海                        | 住友金属                       | コスモ石油                     | 日本電気ホームエレクトロニクス | 朝日生命     |
| 第22回 | 1990 | 日新製鋼                  | NKK                            | 神戸製鋼                       | NTT東海                        | 旭化成                         | 日本電気ホームエレクトロニクス | 住友金属                       | コスモ石油   |
| 第23回 | 1991 | NKK                       | 松下電器                       | 日本電気ホームエレクトロニクス | 旭化成                         | 住友金属                       | 神戸製鋼                       | NTT東海                        | 新日鐵化学   |
| 第24回 | 1992 | 日新製鋼                  | 旭化成                         | 象印                           | 住友金属                       | 神戸製鋼                       | 日本電気ホームエレクトロニクス | NTT東海                        | コスモ石油   |
| 第25回 | 1993 | 住友金属                  | NKK                            | 旭化成                         | NECホームエレクトロニクス      | 象印                           | NTT東海                        | 神戸製鋼                       | 豊田合成     |
| 第26回 | 1994 | 日新製鋼                  | 旭化成                         | NTT東海                        | 象印                           | NECホームエレクトロニクス      | 豊田合成                       | 新日鐵化学                     |              |
| 第27回 | 1995 | NECホームエレクトロニクス | 象印                           | 住友金属                       | NTT東海                        | コスモ石油                     | 旭化成                         | 豊田合成                       | 新日鐵化学   |
| 第28回 | 1996 | 住友金属                  | 日新製鋼                       | コスモ石油                     | 旭化成                         | 象印                           | NTT東海                        | NTT東北                        | 豊田合成     |
| 第29回 | 1997 | 豊田合成                  | 旭化成                         | NTT東海                        | 象印                           | 日立国分                       | NTT東北                        | コスモ石油                     | NTT中国      |

### 個人賞
| 回     | 最優秀選手賞                           | 殊勲賞                                 | 敢闘賞                                    | 新人賞                                | 猛打賞                                      | スパイク賞                  | ブロック賞                  | サーブ賞                                  |
| ------ | -------------------------------------- | -------------------------------------- | ----------------------------------------- | ------------------------------------- | ------------------------------------------- | --------------------------- | --------------------------- | ----------------------------------------- |
| 第1回  | 南将之 （旭化成旭陽会）                | 舟谷至行 （旭化成旭陽会）              | 佐藤哲夫 （富士フイルム）                 | -                                     | -                                           | 南将之 （旭化成旭陽会）     | 角田正三 （シチズン時計）   | 南将之 （旭化成旭陽会）                   |
| 第2回  | 田中純一 （住友金属）                  | 渡部一史 （住友軽金属）                | 角田正三 （シチズン時計）                 | -                                     | -                                           | 小島伸介 （住友軽金属）     | 長井潤三 （住友軽金属）     | 望月勇紀夫 （日本ビクター）               |
| 第3回  | 宮本亘 （東レ九鱗会）                  | 深尾吉英 （東レ九鱗会）                | 池端省四郎 （住友金属）                   | -                                     | -                                           | 池端省四郎 （住友金属）     | 中村祐造 （新日本製鐵）     | 江川明徳 （日本ビクター）                 |
| 第4回  | 中村祐造 （新日本製鐵）                | 柳本晶一 （新日本製鐵）                | 亀井美知夫 （東レ九鱗会）                 | -                                     | -                                           | 小田勝美 （新日本製鐵）     | 深尾吉英 （東レ九鱗会）     | 中村祐造 （新日本製鐵）                   |
| 第5回  | 小島伸介 （住友軽金属）                | 大場賢次 （住友軽金属）                | 馬場英美 （住友金属）                     | -                                     | -                                           | 桑山政芳 （住友軽金属）     | 深尾吉英 （東レ九鱗会）     | 榎本正信 （住友軽金属）                   |
| 第6回  | 大古誠司 （サントリー）                | 吉松昭二 （東レ九鱗会）                | 深尾吉英 （東レ九鱗会）                   | -                                     | -                                           | 大古誠司 （サントリー）     | 大古誠司 （サントリー）     | 上本寿明 （帝人三原）                     |
| 第7回  | 中島健一 （旭化成旭陽会）              | 守時茂樹 （旭化成旭陽会）              | 大場賢次 （住友軽金属）                   | 渡辺義美 （旭化成旭陽会）             | -                                           | 銭本広男 （旭化成旭陽会）   | 新井祐治 （旭化成旭陽会）   | 西村良孝 （住友金属）                     |
| 第8回  | 横田忠義 （松下電器）                  | 小堀登 （松下電器）                    | 松下輝臣 （住友軽金属）                   | 志水健一 （松下電器）                 | -                                           | 横田忠義 （松下電器）       | 春名秀人 （帝人三原）       | 吉田稔 （神戸製鋼）                       |
| 第9回  | 大古誠司 （サントリー）                | 松尾正剛 （サントリー）                | 馬場恒三 （住友金属）                     | 加地延英 （帝人三原）                 | -                                           | 加地延英 （帝人三原）       | 大古誠司 （サントリー）     | 榎本正信 （住友軽金属）                   |
| 第10回 | 松尾正剛 （サントリー）                | 石木一好 （サントリー）                | 松下輝臣 （住友金属）                     | 松倉隆 （サントリー）                 | -                                           | 越智靖 （住友金属）         | 大古誠司 （サントリー）     | 春名秀人 （帝人三原）                     |
| 第11回 | 吉田稔 （神戸製鋼）                    | 水野光雄 （神戸製鋼）                  | 中吉雄 （住友金属）                       | 安藤文彦 （住友軽金属）               | -                                           | 矢田高広 （住友金属）       | 熊崎一人 （住友軽金属）     | 永長育治 （帝人三原）                     |
| 第12回 | 城崎隆 （住友軽金属）                  | 鈴木悟 （住友軽金属）                  | 加地延英 （帝人三原）                     | 佐藤尚保 （旭化成旭陽会）             | -                                           | 山西哲也 （日本電気）       | 熊崎一人 （住友軽金属）     | 藤田秀樹 （電電東海）                     |
| 第13回 | 水田和幸 （神戸製鋼）                  | 永井康裕 （神戸製鋼）                  | 小笠原継泰 （日本電気）                   | 長谷部三男 （日本電気）               | -                                           | 長谷部三男 （日本電気）     | 春名秀人 （帝人三原）       | 山下忠久 （新日本電気）                   |
| 第14回 | 矢田高広 （住友金属）                  | 久保田實 （住友金属）                  | 林周作 （東レ九鱗会）                     | 木村吉宏 （新日本電気）               | -                                           | 越智靖 （住友金属）         | 春名秀人 （帝人三原）       | 山下忠久 （新日本電気）                   |
| 第15回 | 長谷部三男 （日本電気）                | 熊崎一人 （日本電気）                  | 林周作 （東レ九鱗会）                     | 今野英雄 （日本電気）                 | -                                           | 長谷部三男 （日本電気）     | 阪辰夫 （大協石油）         | 中司秀吉 （旭化成旭陽会）                 |
| 第16回 | 田中義紀 （神戸製鋼）                  | 村上房男 （神戸製鋼）                  | 猫田高巳 （東レ九鱗会）                   | 長田政利 （帝人三原）                 | -                                           | 村上房男 （神戸製鋼）       | 執行一義 （帝人三原）       | 植村敬太 （帝人三原）                     |
| 第17回 | 田中直樹 （住友金属）                  | 越智靖 （住友金属）                    | 後藤浩二 （コスモ石油）                   | 田中直樹 （住友金属）                 | 飯島宏英 （コスモ石油）                     | 田中直樹 （住友金属）       | 春名秀人 （帝人）           | 植村敬太 （帝人）                         |
| 第18回 | 村上房男 （神戸製鋼）                  | 永井康裕 （神戸製鋼）                  | 牧野一 （日本電気ホームエレクトロニクス） | 島村昌典 （NTT東海）                  | 島村昌典 （NTT東海）                        | 村上房男 （神戸製鋼）       | 村上房男 （神戸製鋼）       | 長田政利 （帝人）                         |
| 第19回 | 林周作 （東レ九鱗会）                  | 寺西隆夫 （東レ九鱗会）                | 伊井一博 （松下電器）                     | 湯野宮康夫 （NTT東海）                | 姜萬守 （東レ九鱗会）                       | 春田政幸 （松下電器）       | 志智寛 （旭化成）           | 植村敬太 （松下電器）                     |
| 第20回 | 日谷隆宏 （松下電器）                  | 植村敬太 （松下電器）                  | 南出秀長 （象印マホービン）               | 米山博之 （象印マホービン）           | 城山秋人 （コスモ石油）                     | 南出秀長 （象印マホービン） | 志智寛 （旭化成）           | 南出秀長 （象印マホービン）               |
| 第21回 | 塩見保司 （象印マホービン）            | 増成一志 （象印マホービン）            | 伊藤太郎 （旭化成）                       | 伊藤太郎 （旭化成）                   | 神山純也 （日本電気ホームエレクトロニクス） | 米山博之 （象印マホービン） | 米山博之 （象印マホービン） | 塩見保司 （象印マホービン）               |
| 第22回 | 岩田稔 （日新製鋼）                    | 松田明彦 （日新製鋼）                  | 澤田秀一 （NKK）                          | 南部正司 （日新製鋼）                 | 神山純也 （日本電気ホームエレクトロニクス） | 加納真一 （旭化成）         | 志智寛 （旭化成）           | 島孝幸 （日本電気ホームエレクトロニクス） |
| 第23回 | 古川靖志 （NKK）                       | 澤田秀一 （NKK）                       | 仲田勝彰 （松下電器）                     | 永盛康志 （NKK）                      | 神山純也 （日本電気ホームエレクトロニクス） | 永盛康志 （NKK）            | 志智寛 （旭化成）           | 原田芳光 （住友金属）                     |
| 第24回 | 坂倉賢一 （日新製鋼）                  | 南部正司 （日新製鋼）                  | 松田義明 （旭化成）                       | 魚井貞夫（住友金属） 南克幸（旭化成） | 神山純也 （NECホームエレクトロニクス）      | 浜村研吾 （日新製鋼）       | 南克幸 （旭化成）           | 多田幹世 （日新製鋼）                     |
| 第25回 | 高尾和行 （住友金属）                  | 原田芳光 （住友金属）                  | 加藤尚樹 （NKK）                          | 竹内実 （NKK）                        | 竹内実 （NKK）                              | 古田博幸 （住友金属）       | 本多英治 （NKK）            | 島孝幸 （NECホームエレクトロニクス）      |
| 第26回 | 松田明彦 （日新製鋼）                  | 近藤康史 （日新製鋼）                  | 志智寛 （旭化成）                         | 山浦宏行 （豊田合成）                 | 神山純也 （NECホームエレクトロニクス）      | 永盛康志 （NTT東海）        | 米山博之 （日新製鋼）       | 多田幹世 （日新製鋼）                     |
| 第27回 | 神山純也 （NECホームエレクトロニクス） | 糸田信幸 （NECホームエレクトロニクス） | 小川淳 （象印）                           | 金近潤 （NTT東海）                    | ミゲル （住友金属）                         | 小川淳 （象印）             | 小川淳 （象印）             | 金近潤 （NTT東海）                        |
| 第28回 | 増成一志 （住友金属）                  | 大坪史明 （住友金属）                  | 近藤康史 （日新製鋼）                     | 該当者なし                            | アレクサンドル・クレムキン （住友金属）     | 古田博幸 （住友金属）       | 野田昌宏 （象印）           | アレクサンドル・クレムキン （住友金属）   |
| 第29回 | 多田幹世 （豊田合成）                  | 山浦宏行 （豊田合成）                  | 山田博文 （旭化成）                       | 該当者なし                            | 于特 （象印）                               | 南克幸 （旭化成）           | 坂本雄一郎 （日立国分）     | 金近潤 （NTT東海）                        |

## 女子

### チーム順位
| 回     | 年度 | 1位              | 2位          | 3位              | 4位              | 5位              | 6位              | 7位              | 8位              |
| ------ | ---- | ---------------- | ------------ | ---------------- | ---------------- | ---------------- | ---------------- | ---------------- | ---------------- |
| 第1回  | 1969 | 富士フイルム     | 三洋電機     | 電電神戸         | 日本鋼管         | 住友軽金属       | 専売茨木         | -                | -                |
| 第2回  | 1970 | 三洋電機         | 富士フイルム | 日本鋼管         | 大洋デパート     | 電電神戸         | 住友軽金属       | -                | -                |
| 第3回  | 1971 | 三洋電機         | 倉紡倉敷     | 日本鋼管         | 久光製薬         | 電電神戸         | 住友軽金属       | -                | -                |
| 第4回  | 1972 | 富士フイルム     | 倉紡倉敷     | 石川島播磨重工呉 | 久光製薬         | 電電神戸         | 日本鋼管         | -                | -                |
| 第5回  | 1973 | 倉紡倉敷         | 東洋紡守口   | 久光製薬         | 石川島播磨重工呉 | 日立茂原         | ソニー大崎       | -                | -                |
| 第6回  | 1974 | 倉紡倉敷         | 東洋紡守口   | ソニー大崎       | 日立茂原         | 石川島播磨重工呉 | 久光製薬         | -                | -                |
| 第7回  | 1975 | 倉紡倉敷         | 東洋紡守口   | ヤクルト         | 日立茂原         | ソニー大崎       | 石川島播磨重工呉 | -                | -                |
| 第8回  | 1976 | 久光製薬         | 東洋紡守口   | 日立茂原         | 倉紡倉敷         | ヤクルト         | ソニー大崎       | -                | -                |
| 第9回  | 1977 | 久光製薬         | ヤシカ       | 日立茂原         | 倉紡倉敷         | 石川繊維         | ヤクルト         | -                | -                |
| 第10回 | 1978 | 日本電気         | ソニー大崎   | 日立茂原         | 久光製薬         | 倉紡倉敷         | 石川繊維         | -                | -                |
| 第11回 | 1979 | 三洋電機         | 日立茂原     | 久光製薬         | 電電神戸         | ソニー大崎       | 倉紡倉敷         | -                | -                |
| 第12回 | 1980 | 久光製薬         | 電電神戸     | イトーヨーカドー | 倉紡倉敷         | ソニー大崎       | 専売大阪         | -                | -                |
| 第13回 | 1981 | イトーヨーカドー | 日立茂原     | 三洋電機         | 石川繊維         | 倉紡倉敷         | 日本鋼管         | -                | -                |
| 第14回 | 1982 | 三洋電機         | 電電神戸     | 富士フイルム     | 石川繊維         | 石川島播磨重工呉 | 倉紡倉敷         | -                | -                |
| 第15回 | 1983 | 久光製薬         | 富士フイルム | 倉紡倉敷         | 東芝深谷         | 日立茂原         | 日本電装         | 関西日本電気     | 石川島播磨重工呉 |
| 第16回 | 1984 | ダイエー         | 倉紡倉敷     | 電電近畿神戸     | 日本電装         | 日立茂原         | 東芝京浜         | 東芝深谷         | 三洋電機         |
| 第17回 | 1985 | 日本電装         | 日立茂原     | 倉紡倉敷         | 東芝京浜         | NTT関西神戸      | 東芝深谷         | 久光製薬         | 日立佐和         |
| 第18回 | 1986 | 久光製薬         | 東芝京浜     | 富士フイルム     | NTT関西神戸      | クラボウ         | 日立茂原         | 石川島播磨重工呉 | 東芝深谷         |
| 第19回 | 1987 | 東芝京浜         | 東洋紡       | 富士フイルム     | 石川島播磨重工呉 | クラボウ         | 日立茂原         | 日立佐和         | NTT関西神戸      |
| 第20回 | 1988 | 東洋紡           | 富士フイルム | 小田急           | クラボウ         | 久光製薬         | 日立佐和         | 日立茂原         | 石川島播磨重工呉 |
| 第21回 | 1989 | 小田急           | 久光製薬     | 日本電装         | 日立佐和         | クラボウ         | 日立茂原         | NTT関西神戸      | カネボウ         |
| 第22回 | 1990 | 久光製薬         | クラボウ     | 富士フイルム     | 関西日本電気     | 日本電装         | 日立佐和         | 日立茂原         | ソニー大崎       |
| 第23回 | 1991 | 東洋紡           | 関西日本電気 | JT               | 富士フイルム     | 日本電装         | 日立佐和         | 東芝深谷         | 日立茂原         |
| 第24回 | 1992 | NEC関西          | 富士フイルム | 東芝             | JT               | 日本電装         | 日立佐和         | 朝日生命         | 東芝深谷         |
| 第25回 | 1993 | 日本電装         | 久光製薬     | 東芝             | JT               | 日立佐和         | 富士フイルム     | 朝日生命         | NTT関西神戸      |
| 第26回 | 1994 | 東芝             | 東洋紡       | NEC関西          | JT               | 富士フイルム     | 東芝深谷         | 日立佐和         | 武田薬品         |
| 第27回 | 1995 | 日本電装         | JT           | 朝日生命         | NEC関西          | 久光製薬         | NTT関西神戸      | 日立佐和         | 日立茂原         |
| 第28回 | 1996 | 東芝             | 小田急       | NEC関西          | 久光製薬         | 朝日生命         | NTT関西神戸      | 東北パイオニア   | 石川島播磨重工呉 |
| 第29回 | 1997 | 日立佐和         | 日立         | NEC関西          | JT               | 東北パイオニア   | 朝日生命         | NTT関西神戸      | 久光製薬         |

### 個人賞
| 回     | 最優秀選手賞                  | 殊勲賞                        | 敢闘賞                            | 新人賞                          | 猛打賞                                        | スパイク賞                                  | ブロック賞                        | サーブ賞                          |
| ------ | ----------------------------- | ----------------------------- | --------------------------------- | ------------------------------- | --------------------------------------------- | ------------------------------------------- | --------------------------------- | --------------------------------- |
| 第1回  | 清水和子 （富士フイルム）     | 田中保代 （富士フイルム）     | 北島カヂ子 （三洋電機）           | -                               | -                                             | 北島カヂ子 （三洋電機）                     | 福田静代 （三洋電機）             | 北島カヂ子 （三洋電機）           |
| 第2回  | 北島カヂ子 （三洋電機）       | 館野サツエ （富士フイルム）   | 本郷郁子 （日本鋼管）             | -                               | -                                             | 北島カヂ子 （三洋電機）                     | 徳増雅子 （日本鋼管）             | 笹原栄子 （大洋デパート）         |
| 第3回  | 福田静代 （三洋電機）         | 前田悦智子 （三洋電機）       | 白井貴子 （倉紡倉敷）             | -                               | -                                             | 白井貴子 （倉紡倉敷）                       | 田良枝 （電電神戸）               | 徳増雅子 （日本鋼管）             |
| 第4回  | 湯山和子 （富士フイルム）     | 坂井三和子 （富士フイルム）   | 池田純子 （倉紡倉敷）             | -                               | -                                             | 佐藤真理 （倉紡倉敷）                       | 岡田良枝 （電電神戸）             | 大塚千里 （久光製薬）             |
| 第5回  | 佐藤真理 （倉紡倉敷）         | 美船文子 （倉紡倉敷）         | 西岡登美子 （東洋紡守口）         | -                               | -                                             | 美船文子 （倉紡倉敷）                       | 吉田美智子 （倉紡倉敷）           | 美船文子 （久光製薬）             |
| 第6回  | 美船文子 （倉紡倉敷）         | 吉田美智子 （倉紡倉敷）       | 西岡登美子 （東洋紡守口）         | -                               | -                                             | 中谷裕子 （東洋紡守口）                     | 佐々木智妻 （ソニー大崎）         | 大野まち子 （東洋紡守口）         |
| 第7回  | 美船文子 （倉紡倉敷）         | 原あつ子 （倉紡倉敷）         | 森田文子 （東洋紡守口）           | 岡野喜代枝 （日立茂原）         | -                                             | 吉田美智子 （倉紡倉敷）                     | 橋本純子 （日立茂原）             | 大久保美智子 （東洋紡守口）       |
| 第8回  | 飯尾章子 （久光製薬）         | 真弓孝子 （久光製薬）         | 上栫裕子 （東洋紡守口）           | 大越真優美 （ソニー大崎）       | -                                             | 荒武孝子 （久光製薬）                       | 荒武孝子 （久光製薬）             | 大淵優子 （ソニー大崎）           |
| 第9回  | 真弓孝子 （久光製薬）         | 畑中真理子 （久光製薬）       | 千葉泰子 （ヤシカ）               | 芝れい子 （倉紡倉敷）           | -                                             | 荒武孝子 （久光製薬）                       | 荒武孝子 （久光製薬）             | 阿部久子 （ヤクルト）             |
| 第10回 | 千葉泰子 （日本電気）         | 北園いち子 （日本電気）       | 早川福子 （ソニー大崎）           | 松本恵津子 （日立茂原）         | 田中幸江 （ソニー大崎）                       | 滑川玉恵 （日本電気）                       | 荒武孝子 （久光製薬）             | 吉永美保子 （日本電気）           |
| 第11回 | 沼尻寿恵 （三洋電機）         | 川又洋子 （三洋電機）         | 藤原茂子 （日立茂原）             | 森永出穂 （三洋電機）           | -                                             | 川又洋子 （三洋電機）                       | 高橋良子 （日立茂原）             | 竹下美智子 （久光製薬）           |
| 第12回 | 荒武孝子 （久光製薬）         | 福井悦子 （久光製薬）         | 上山敦子 （電電神戸）             | 江藤栄利子 （イトーヨーカドー） | -                                             | 荒武孝子 （久光製薬）                       | 荒武孝子 （久光製薬）             | 江藤栄利子 （イトーヨーカドー）   |
| 第13回 | 田中逸子 （イトーヨーカドー） | 増南敦子 （イトーヨーカドー） | 高橋良子 （日立茂原）             | 伊達由紀子 （倉紡倉敷）         | -                                             | 山本初枝 （イトーヨーカドー）               | 竹田輝美 （石川繊維）             | 大森美和子 （日本鋼管）           |
| 第14回 | 柏瀬佳子 （三洋電機）         | 木田純子 （三洋電機）         | 泉原弘子 （電電神戸）             | 甲斐道代 （電電神戸）           | -                                             | 豊田敦子 （電電神戸）                       | 斎藤ひとみ （三洋電機）           | 星富美子 （三洋電機）             |
| 第15回 | 川原千鶴 （久光製薬）         | 大久保峰子 （久光製薬）       | 尾形恵子 （富士フイルム）         | 大沢恵子 （東芝深谷）           | -                                             | 西本タヅ子 （久光製薬）                     | 西沢知子 （久光製薬）             | 大沢恵子 （東芝深谷）             |
| 第16回 | 松田紀子 （ダイエー）         | 梅津一美 （ダイエー）         | 浜本秀子 （倉紡倉敷）             | 該当者なし                      | -                                             | 梅津一美 （ダイエー）                       | 浜本秀子 （倉紡倉敷）             | 福田智子 （三洋電機）             |
| 第17回 | 金子紀子 （久光製薬）         | 川島久美子 （日本電装）       | 杉山公重 （日立茂原）             | 滝澤玲子 （日本電装）           | 中根由美子 （東芝京浜）                       | 川島久美子 （日本電装）                     | 西沢知子 （久光製薬）             | 橋本智代子 （NTT関西）            |
| 第18回 | 西沢知子 （久光製薬）         | 橋本康子 （久光製薬）         | 中根由美子 （東芝京浜）           | 丸山さとみ （クラボウ）         | 中根由美子 （東芝京浜）                       | 大塚成美 （東芝京浜）                       | 西沢知子 （久光製薬）             | 阿部正枝 （東芝京浜）             |
| 第19回 | 中根由美子 （東芝京浜）       | 阿部正枝 （東芝京浜）         | 杉本里香 （東洋紡）               | 藤本奈々江 （石川島播磨重工呉） | 井藤早苗 （NTT関西）                          | 大塚成美 （東芝京浜）                       | 佐々木正子 （NTT関西）            | 藤本奈々江 （石川島播磨重工呉）   |
| 第20回 | 黄斗善 （東洋紡）             | 中川和美 （東洋紡）           | 飯山玲子 （富士フイルム）         | 鈴木晶子 （東洋紡）             | 田中富美子 （日立茂原）                       | 霜田智子 （富士フイルム）                   | 丸山由美 （小田急）               | 坂本清美 （東洋紡）               |
| 第21回 | 藤田幸子 （小田急）           | 高橋紀世美 （小田急）         | 橋本康子 （久光製薬）             | 門己知世 （小田急）             | 邸金治 （カネボウ）                           | 藤田幸子 （小田急）                         | 中島輝子 （久光製薬）             | 丸山さとみ （クラボウ）           |
| 第22回 | 橋本康子 （久光製薬）         | 天野恵美 （久光製薬）         | 丸山さとみ （クラボウ）           | 該当者なし                      | 橋本康子 （久光製薬）                         | 橋本康子 （久光製薬）                       | 錦本知佐子 （クラボウ）           | 丸山さとみ （クラボウ）           |
| 第23回 | 野村昭子 （東洋紡）           | 坂本清美 （東洋紡）           | 片岡妙子 （関西日本電気）         | 川岡美由紀 （JT）               | 鈴木晶子 （東洋紡）                           | 鈴木晶子 （東洋紡）                         | 鈴木晶子 （東洋紡）               | 三輪由佳 （関西日本電気）         |
| 第24回 | 三輪由佳 （NEC関西）          | 片岡妙子 （NEC関西）          | 平田史絵 （富士フイルム）         | 該当者なし                      | 水野広美 （富士フイルム）                     | 国兼聡子 （東芝）                           | 大森崇代 （日立佐和）             | 藤本景子 （日立佐和）             |
| 第25回 | 阪本文 （日本電装）           | 山岸美由紀 （日本電装）       | 段野千春 （久光製薬）             | 下村睦美 （日本電装）           | 大森崇代 （日立佐和）                         | 藤田理恵 （日本電装）                       | 中島輝子 （久光製薬）             | 藤塚和美 （富士フイルム）         |
| 第26回 | 兵田今日子 （東芝）           | 神田千絵 （東芝）             | シルバーナ・パシッティ （東洋紡） | 中野由紀 （東洋紡）             | 橋本由紀子 （NEC関西）                        | シルバーナ・パシッティ （東洋紡）           | 野村まり （東芝）                 | 遠藤友枝 （日立佐和）             |
| 第27回 | 阪本文 （日本電装）           | 山本明子 （日本電装）         | 島村純子 （JT）                   | 三浦聖子 （日本電装）           | 間嶋暁子 （NTT関西神戸）                      | バレンティーナ・オギエンコ （JT）           | バーバラ・イエリッチ （日本電装） | バーバラ・イエリッチ （日本電装） |
| 第28回 | 神田千絵 （東芝）             | 丸山舞子 （東芝）             | 平美由紀 （小田急）               | 鈴木総子 （NEC関西）            | 川瀬恵 （NTT関西神戸）                        | ユデルキス・バウティスタ （東北パイオニア） | 野村まり （東芝）                 | 村川裕子 （NEC関西）              |
| 第29回 | 大森崇代 （日立佐和）         | 安永きみ子 （日立佐和）       | 福田記代子 （日立）               | 小玉佐知子 （日立）             | ヌリス・アリアス・ドーニェ （東北パイオニア） | 江藤直美 （JT）                             | 江藤直美 （JT）                   | タチヤーナ・メンソーワ （JT）     |